# Itilleqerklæringen
Itilleqerklæringen er en fælles principerklæring mellem Danmarks regering og Grønlands landsstyre om Grønlands medvirken og inddragelse i udenrigs- og sikkerhedspolitikken. Erklæringen skulle sikre at Grønlands interesser blev hørt, specielt da USA bad om at måtte modernisere Thule-radaren i 2003 i forbindelse med landets planer om missilskjoldet. Erklæringen faldt i forlængelse med den grønlandsk-dansk selvstyrekommission der var blevet nedsat i 2000, med fokus på større grønlandsk selvstyre, som blev indført i 2009, efter en stor del af den grønlandske befolkning sagde ja til øget grønlandsk selvstyre i en folkeafstemning den 25. september 2008.
Den blev underskrevet i Itilleq den 14. maj 2003.